# Thetidia atyche
Thetidia atyche är en fjärilsart som beskrevs av Louis Beethoven Prout 1935. Thetidia atyche ingår i släktet Thetidia och familjen mätare. Inga underarter finns listade i Catalogue of Life.